# Lepidozona
Lepidozona is een geslacht van keverslakken uit de familie Ischnochitonidae.  

## Soorten
- Lepidozona allynsmithi Ferreira, 1974
- Lepidozona amabilis (Berry, 1917)
- Lepidozona beui O'Neill, 1987
- Lepidozona bisculpta (Carpenter in Pilsbry, 1892)
- Lepidozona christiaensi Van Belle, 1982
- Lepidozona clarionensis Ferreira, 1983
- Lepidozona clathrata (Reeve, 1847)
- Lepidozona cooperi (Dall, 1879)
- Lepidozona coreanica (Reeve, 1847)
- Lepidozona craticulata (Gould, 1859)
- Lepidozona crockeri (Willett in Hertlein & Strong, 1951)
- Lepidozona ferreirai Kaas & Van Belle, 1987
- Lepidozona flavida (Thiele, 1910)
- Lepidozona formosa Ferreira, 1974
- Lepidozona guadalupensis Ferreira, 1978
- Lepidozona hyotanseana Wu & Okutani, 1986
- Lepidozona interfossa (Berry, 1917)
- Lepidozona interstincta (Gould, 1852)
- Lepidozona iyoensis (Is. & Iw. Taki, 1929)
- Lepidozona kobjakovae
- Lepidozona laurae Ferreira, 1985
- Lepidozona luzonica (G.B. Sowerby II, 1842)
- Lepidozona mertensii (Middendorff, 1847)
- Lepidozona multigranosa Sirenko, 1975
- Lepidozona nipponica (Berry, 1918)
- Lepidozona pectinulata (Carpenter, 1893)
- Lepidozona radians (Carpenter in Pilsbry, 1892)
- Lepidozona reevei Kaas & Van Belle, 1987
- Lepidozona regularis (Carpenter, 1855)
- Lepidozona retiporosa (Carpenter, 1864)
- Lepidozona rothi Ferreira, 1983
- Lepidozona scabricostata (Carpenter, 1864)
- Lepidozona scrobiculata (Middendorff, 1847)
- Lepidozona serrata (Carpenter, 1864)
- Lepidozona sirenkoi Kaas & Van Belle, 1990
- Lepidozona skoglundi (Ferreira, 1986)
- Lepidozona sorsogonensis Kaas & Van Belle, 1987
- Lepidozona stohleri Ferreira, 1985
- Lepidozona subtilis Berry, 1956
- Lepidozona tenuicostata Kaas & Van Belle, 1990
- Lepidozona vietnamensis Strack, 1991
- Lepidozona willetti (Berry, 1917)